# Tamu-Tamu
Tamu-Tamu (název pochází z indonéštiny a znamená „hosté“) je komorní opera o dvou dějstvích italsko-amerického skladatele Giana Carla Menottiho na vlastní libreto z roku 1973. Poprvé byla provedena 5. března 1973 v chicagském Studebaker Theatre.

## Vznik a historie opery
Operu Tamu-Tamu si u Menottiho – z iniciativy antropologa Sola Taxe – objednal 9. mezinárodní antropologický a etnografický kongres (Ninth International Congress on Anhtropological and Ethnological Studies) pro svou konferenci v Chicagu v roce 1973 na téma „Člověk. Jeden druh, mnoho kultur.“ Menotti si pro své vážné opery vždy vybíral eticky závažná témata a jeho bezprostředně předcházející opera, Nejdůležitější muž, se již vyrovnávala s tématy rasismu a kolonialismu; Tamu-Tamu si klade otázku, jak se lidí v „civilizovaných“ zemích dotýkají tragédie v postkoloniálním rozvojovém světě. Asi polovina zpěváků zpívá v indonéštině a skladatel, který si byl současně libretistou, se musel tento jazyk naučit a navíc přizpůsobit svůj hudební jazyk nejen tématu, ale i schopnostem a školení zpívajících herců představujících indonéské postavy.
Představení trvá asi 75 minut.
U vědců, pro které byla určena, i u obecenstva našla opera příznivé přijetí, mnohem méně u hudební kritiky. Známá americká antropoložka Margaret Meadová Tamu-Tamu označila za „nádhernou, vynikající věc“ a dodala: „Skutečně důležité je, že tato opera byla objednána vědci.“ Zato kritika se shodovala na tom že to „...není Menottiho hvězdná hodina...“.
S o něco příznivějším, nikoli však nadšeným přijetím Menotti dílo uvedl následujícího roku na svém Festivalu dvou světů v italském Spoletu.
Po delší přestávce uvedl operu Juilliard American Opera Center v New Yorku 24, 26 a 28. dubna 1987 v kombinaci s Amélií ke skladatelovým 75. narozeninám. Režii měl Menotti, dirigoval Mark Stringer, mezi účinkujícími vynikli Stephen Biggers a Renée Flemingová jako Manžel a Manželka. Kritický ohlas byl však zvláště negativní: „Tamu-Tamu je hůř než hudebně banální, je to špatná opera ... má umělé srdce, mysl a duši vyumělkovaného televizního sitcomu...“; „Menottiho šlechetné srdce bylo na pravém místě, ale jeho slova a jeho noty jsou laciné, mizerné.“ Další inscenace Tamu-Tamu dosud nebyly.

## Osoby a první obsazení
| Osoba                      | hlasový obor   | světová premiéra (5.9.1973)    |
| -------------------------- | -------------- | ------------------------------ |
| Pan Hudson (Manžel)        | vysoký baryton | Robert J. Manzari              |
| Paní Hudsonová (Manželka)  | soprán         | Sylvia Davis                   |
| Anonto                     | baryton        | Sung Kil Kim                   |
| Indra, jeho žena           | soprán         | Sumiko Mirashima               |
| Radna, jeho žena           | soprán         | Sung Sook Lee                  |
| Nenek, bába                | mezzosoprán    | Theresa Teng Chen              |
| Kakek, děd                 | němá role      | Joseph Hutagalung              |
| Solema, Ratnina dcera      | dívčí soprán   | Ferlina Newyanti Darmodihardjo |
| Djoko, Ratnin syn          | němá role      | Horas Hutagalung               |
| Lékař                      | tenor          | Douglas Perry                  |
| Kněz                       | němá role      | Samuel Terry                   |
| Vojáci a knězovi asistenti | němé role      | Michael Takada, Damon Ho       |
| Dirigent:                  | Dirigent:      | Christopher Keene              |
| Režie:                     | Režie:         | Gian Carlo Menotti             |
| Výprava:                   | Výprava:       | Sandro La Ferla                |

## Instrumentace
Flétna, klarinet, lesní roh, trubka, tympány, dvě bicí soupravy, klavír, harfa, troje housle, tři violoncella, kontrabas.

## Děj opery
Odehrává se v některém městě ve Spojených státech amerických, v současnosti.

### 1. dějství
Pan a paní Hudsonovi zasedají k snídani. Nálada mezi nimi není dobrá, ještě pod vlivem včerejší hádky. Na stesky paní Hudsonové její manžel reaguje poukazem na to, že na světě je mnoho lidí, kteří se mají hůře, a ukáže jí fotografii z ranních novin. Na ní je zachycena indonéská rodina prchající před vojáky. Jak by asi každý z nich zvládal takovou situaci, pokud by nebyli schopni zvládat ani své soužití? Pak pan Hudson odchází do práce.
Brzy poté zazvoní zvonek a na prahu bytu Hudsonových stojí indonéská rodina z obrázku. Paní Hudsonová je ohromena, ale má s nimi ihned soucit a ujímá se jich, i když se s nimi nemůže dorozumět. Posílá pro lékaře, protože někteří z „hostů“ jsou zranění, a telefonuje svému manželovi, aby cestou z práce přinesl nějaké potraviny. Lékař přichází, ale sotva cizince vidí, nechce s celou věcí nic mít společného a zase zmizí.

### 2. dějství
Pan Hudson se vrací s velkým množstvím rýže; i on je zuboženým stavem hostů zasažen. Děd rodiny hostů umírá a indonéský kněz nad ním provádí náboženský obřad. Obě rodiny s pomocí posunků najdou společnou řeč. Indonésané vyprávějí o tom, jak unikli svým pronásledovatelům, a paní Hudsonová si hraje s dětmi a asistuje i tehdy, když na Radnu přijdou porodní bolesti a za zkušené pomoci babičky Nenek porodí chlapce. Hudsonovi se zapojí do tradiční oslavy narození syna, v tom ale do bytu vtrhnou vojáci z novinového obrázku. Všechny členy indonéské rodiny odvlečou a vzápětí postřílejí.
Je opět ráno. Hudsonovi sedí u snídaně. Paní Hudsonová se ptá manžela, zda je v novinách něco nového, a ten jí lakonicky odpovídá, že nic. Odchází do práce a paní Hudsonová se pouští do úklidu.